# Часовая (Забайкальский край)
Часовая — село в Могочинском районе Забайкальского края России. Входит в состав Сельского поселения «Семиозёрнинское».

## География
Село находится в южной части района, на левом берегу реки Шилки, на расстоянии примерно 36 километров (по прямой) к юго-востоку от города Могоча. Абсолютная высота — 358 метров над уровнем моря.
Климат
Климат характеризуется как резко континентальный, с морозной продолжительной зимой и коротким относительно тёплым летом. Средняя температура самого тёплого месяца (июля) составляет 14 — 18 °С (абсолютный максимум — 37 °С). Средняя температура самого холодного месяца (января) — −28 — −32 °С (абсолютный минимум — −53 °С). Годовое количество осадков — 400—600 мм.

## История
Основан в 1909 году.

## Население
| 2010 | 2021 |
| ---- | ---- |
| 4    | ↗5   |

Половой состав
По данным Всероссийской переписи населения 2010 года в гендерной структуре населения мужчины составляли 75 %, женщины — соответственно 25 %.
Национальный состав
Согласно результатам переписи 2002 года, в национальной структуре населения русские составляли 100 % из 6 чел.